# Combretum bracteatum
Combretum bracteatum là một loài thực vật có hoa trong họ Trâm bầu. Loài này được (C.Lawson) Engl. & Diels mô tả khoa học đầu tiên năm 1899.